# Miguel Ángel Russo
Miguel Ángel Russo (født 9. april 1956 i Buenos Aires) er en argentinsk fodboldtræner og tidligere midtbanespiller, som siden marts 2020 har været cheftræner for Boca Juniors.